# Corso Magenta
Corso Magenta è una via di Brescia, situata in pieno centro storico. Costituisce il naturale prolungamento a est del centrale corso Giuseppe Zanardelli ed è poi chiusa, nell'ultimo tratto verso est, da piazzale Arnaldo.

## Storia
Il moderno corso Magenta, così come è conosciuto a partire dal XX secolo, è risultato della fusione di più vie e contrade, unite e modificate da un punto di vista urbanistico nel corso del XIX secolo. Nella prima sezione che si incontra da est ad ovest, infatti, si trovava il cosiddetto rione Bruttanome (da Brotnom), che al tempo doveva essere molto più stretta ed ostica al passaggio, mentre nel secondo tratto della via si incontrava appunto contrada San Barnaba, dal nome dell'omonima chiesa.
Inoltre durante gli eventi delle dieci giornate di Brescia, più precisamente il 31 marzo 1849, proprio attraverso il passaggio del già citato rione Bruttanome, tentarono il passaggio gli Austriaci con l'intenzione di sedare le rivolte dei bresciani insorti, che nel frattempo avevano costruito una barricata in corrispondenza dello spiazzo della chiesa; tuttavia, furono proprio questi ultimi ad avere la meglio sul nemico. Gli scontri avvenuti nei pressi della contrada, nei quali fu anche ferito a morte il generale Johan Nugent e il giovane Cesare Guerini, sono stati anche ritratti dal pittore vedutista Faustino Joli.

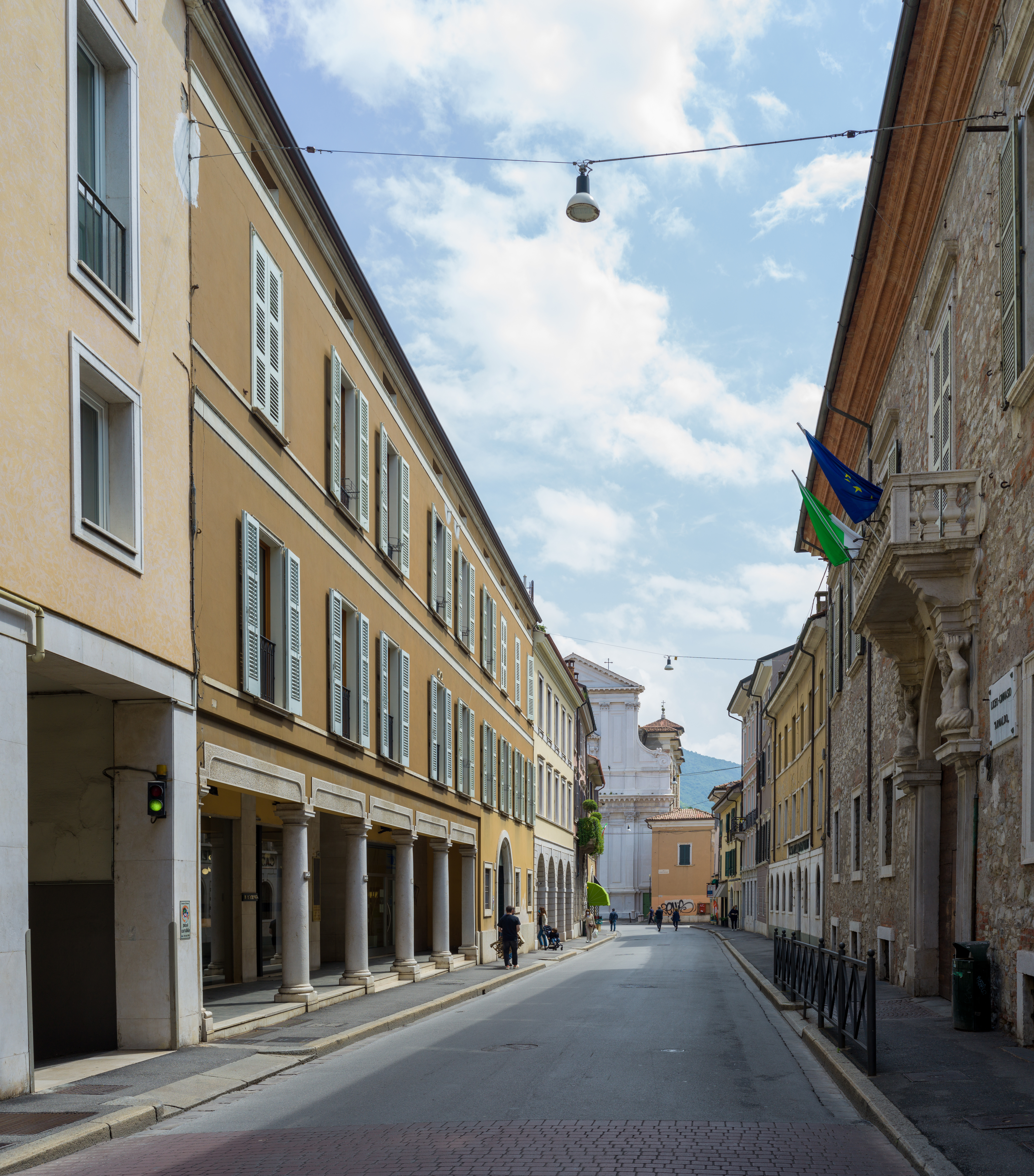
Il corso visto da ovest con sullo sfondo la chiesa di Sant'Afra

A partire dal 1852 furono intrapresi i primi interventi urbanistici ed architettonici per rendere più fruibile la via ed il passaggio, anche grazie a dei disegni e dei progetti che erano già stati predisposti, in realtà, sin dal 1845. Dunque, in data 18 dicembre 1864, il consiglio comunale cittadino decise di stanziare fondi per 141.000 lire ed approvare i piani di ammodernamento della strada; di conseguenza nel 1865, sulla base dei disegni dell'architetto Antonio Tagliaferri, fu ampliata la contrada Bruttanome e ridisegnate le facciate degli edifici di quel tratto di strada; in seguito a tali provvedimenti scomparve anche la piccola via che portava fino all'orto degli Umiliati.
Anche la disposizione delle abitazioni cambiò in seguito al rifacimento urbanistico: palazzo Valotti (oggi Lechi) inglobò anche la casa dei Pedrocca, un tempo ornata da affreschi mitologici di Lattanzio Gambara; il palazzo della famiglia Bonaglia, edificato nel XVII secolo e progettato da Carlo Corbellini, andò poi ad assorbire la casa della famiglia Ippoliti, al tempo già estinta. Invece in corrispondenza della contrada di San Barnaba si trovavano le dimore della famiglia dei Sangervasio, dei Bruni e dei Soldo.
L'edificio della chiesa di San Barnaba fu rimodulato in auditorium nel corso del Novecento e, in corrispondenza dei chiostri dell'ex monastero, fu fondato il conservatorio Luca Marenzio; quelli che invece sono i giardini dedicati ad Oriana Fallaci un tempo ospitavano uno chalet-birreria della Wührer; dal 1927 al 1932 questo edificio fu la sede delle Mille Miglia, che fu poi spostata in piazza della Vittoria. Terminata la seconda guerra mondiale, l'edificio fu utilizzato come sala da ballo e fu anche frequentato da soldati americani ed inglesi. È rimasto, invece, pressoché intatto palazzo Poncarali Oldofredi, dal 1925 sede del liceo classico Arnaldo.

## Toponimo
La via, dopo essere stata riqualificata nel corso del XIX secolo, assunse il nome di corso Magenta, perdendo l'originale denominazione e suddivisione di via Bruttanome e contrada San Barnaba, in virtù della battaglia di Magenta del 1859; in onore dunque del successo italiano sull'esercito austriaco, che aveva consentito la liberazione della Lombardia la via assunse la titolazione unica di corso Magenta.